# 绍尔多夫
绍尔多尔夫是德国巴登-符腾堡州的一个市镇。总面积49.72平方公里，总人口2499人，其中男性1253人，女性1246人（2011年12月31日），人口密度50人/平方公里。